# Skylarking
Skylarking è il nono album in studio del gruppo rock britannico degli XTC, pubblicato il 27 ottobre 1986 per l'etichetta Virgin Records. Prodotto dal musicista americano Todd Rundgren, è un concept album concepito a tema libero su un ciclo non specificato, come un giorno, un anno, le stagioni o la vita stessa. Come accaduto anche per The Big Express, il titolo è stato scelto per il suo doppio significato, riferendosi sia all'Allodola, (in inglese "Skylark"), un tipo di volatile, così come all'omonimo termine gergale della Royal Navy, che può significare "scherzo" oppure "beffa" giocata a danno di un altro soggetto. È diventato uno degli album più noti degli XTC ed è generalmente considerato il loro miglior lavoro insieme a English Settlement.
Come il precedente mini album del progetto neo-psichedelico degli XTC denominato The Dukes of Stratosphear, Skylarking è stato fortemente influenzato dalla musica degli anni '60. Gran parte della sua registrazione si è svolta presso l'Utopia Sound Studio di proprietà di Rundgren a Woodstock, New York, mentre qualche parte delle sessions si svolsero a San Francisco al The Sound Hole Studios. Rundgren ha svolto un ruolo importante nella progettazione del suono dell'album e nella programmazione della batteria, fornendo al gruppo arrangiamenti orchestrali raffinati e un vasto assortimento di attrezzature. Tuttavia, le sessioni furono piene di tensione; in particolare avvennero litigi divenuti leggendari tra Rundgren e Andy Partridge, leader della band, e sorsero numerosi disaccordi sulle campionature della batteria, sulla tracklist definitiva dei brani e altri dettagli minori. Nel 2010, è stato scoperto che un errore di cablaggio commesso durante il processo di masterizzazione ha causato un errore di polarità invertita e quindi un suono più "sottile" dell'album. Il problema è stato corretto nei successivi remaster.
Al momento della pubblicazione, Skylarking suscitò una certa indifferenza nel Regno Unito, salendo nelle classifiche degli album fino al numero 90, mentre entrambi i suoi singoli principali, Grass e The Meeting Place raggiunsero la posizione numero 100. Le vendite dell'album furono ostacolate dall'omissione di Dear God dalle stampe originali dell'album. Negli Stati Uniti invece la canzone, che era il lato B del singolo Grass, sotto la spinta del pubblico che costrinse i disc jockey a programmarla insistentemente, diventò un successo radiofonico molto ascoltato soprattutto nei college universitari, facendo sì che il distributore statunitense, la Geffen Records pubblicasse l'album una seconda volta includendovi il brano omesso a discapito di Mermaid Smiled, e ciò lo spinse nelle classifiche statunitensi di Billboard al numero 70, con vendite superiori alle 250 000 copie. Dopo la crescita della popolarità della canzone, questa è stata oggetto di controversie negli Stati Uniti; molte stazioni radiofoniche ricevettero telefonate di protesta e almeno una minaccia di bomba. In tempi successivi, l'album è stato incluso nella lista dei 100 migliori album degli anni '80 dalla rivista Rolling Stone nel 1989 e da Pitchfork nel 2002. È stato classificato al numero 830 nella terza edizione del 2000 del libro All Time Top 1000 Album curato da Colin Larkin.

## Retroscena iniziali

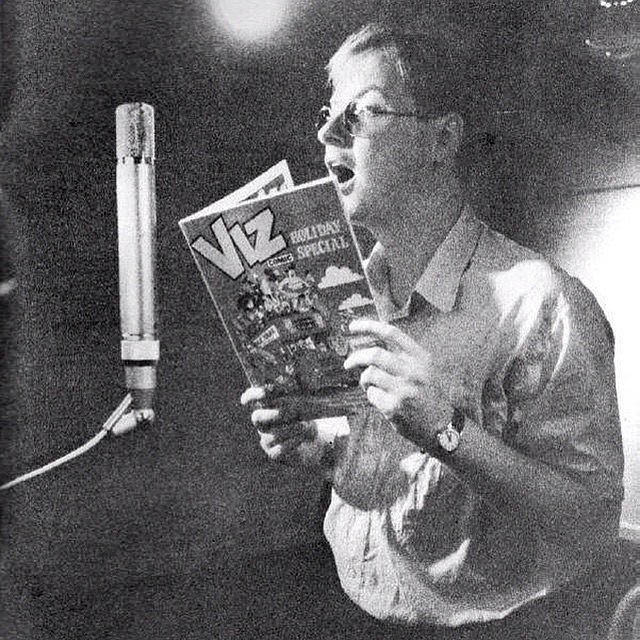
Andy Partridge (fotografato nel 1988) scrisse e cantò nove dei quattordici brani dell'album.

Durante gli anni '80, gli XTC ebbero una graduale trasformazione nel suono e nell'immagine. I loro album divennero sempre più complessi e dopo che il frontman e cantante Andy Partridge subì un attacco di panico prima di un concerto, la band cessò di andare in tournée. Nel 1984 pubblicarono The Big Express, che vendette male e attirò scarsa attenzione da parte della critica. Secondo Partridge, le influenze psichedeliche del gruppo avevano cominciato a "fuoriuscire" attraverso l'uso del Mellotron, il phasing e il Backwards echo. A quel lavoro seguì il mini-album 25 O'Clock, pubblicato il 1º aprile 1985 e accreditato con lo pseudonimo di The Dukes of Stratosphear. L'album era un omaggio esplicito alla psichedelia degli anni '60 che ha superato in termini di vendite The Big Express, anche prima che l'identità dei Dukes venisse resa pubblica. Partridge ricordò: «È stato un po' sconvolgente pensare che la gente preferisse queste finte personalità alle nostre stesse personalità [...] stanno cercando di dirci qualcosa».
Durante una riunione ordinaria all'inizio del 1986, i dirigenti della Virgin Records minacciarono la band di risolvere il contratto con l'etichetta se il loro prossimo album non fosse riuscito a vendere più di 70.000 unità. Uno dei motivi per cui il gruppo non stava vendendo abbastanza dischi, secondo quanto riferito dall'etichetta, era che il loro suono si mostrava "troppo british". Come nel caso degli altri dischi, l'etichetta ha rifiutato di consentire al gruppo di agire anche come produttori, anche se Partridge era già affermato come produttore di altri artisti. Al gruppo venne data una lista di produttori statunitensi e l'unico nome che scelsero senza esitazioni fu quello di Todd Rundgren. Per la Virgin, sembrava essere l'ideale per loro, poiché aveva la reputazione di aver completato progetti travagliati nei tempi previsti e sotto budget, come Straight Up dei Badfinger (1971) e Bat Out of Hell di Meat Loaf (1977). Rundgren dichiarò che gli XTC erano uno dei rari esempi «dove avevo familiarità con il lavoro precedente del gruppo e non era necessario procedere come mestierante ed agitatore musicale». Aveva anche partecipato a uno degli spettacoli degli XTC a Chicago durante la tournée per promuovere l'album Black Sea nel 1980.
Il chitarrista Dave Gregory era un fan della musica di Rundgren, in particolare da quando ha ascoltato l'album Hermit of Mink Hollow del 1978. I suoi compagni di band non erano però in completa familiariarietà con il produttore. Per il bassista Colin Moulding, «L'avevo visto sul palco, in televisione, con il suo gruppo Utopia, e pensavo che fosse arrivato oltre alla cima a lui consentita [...] Poi Dave ha iniziato a suonarmi una o due cose sue. Ho sentito I Saw the Light, e ho pensato: "Cristo, è davvero una bella canzone!" Non sapevo che avesse quella passione musicale per lui». Tutto ciò che Partridge sapeva di Rundgren era il suo album solista Something/Anything? (1972). Gregory ha esortato il gruppo a lavorare con lui: «Ho ricordato ad Andy che Todd aveva prodotto uno dei suoi dischi preferiti dei New York Dolls (New York Dolls, 1973). In assenza di alternative migliori, ha accettato». Una volta contattato, Rundgren si offrì di gestire l'intera registrazione dell'album per una somma forfettaria di 150.000 dollari – compresi i costi del nastro, il noleggio dello studio, l'alloggio e la sua tassa di produzione – che la band accettò.

## Concezione e stile musicale
(Todd Rundgren)

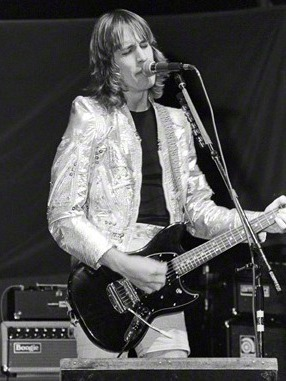
Todd Rundgren, il produttore dell'album, in una fotografia del 1978.

Nel gennaio 1986, Partridge e Moulding spedirono a Rundgren una raccolta di oltre venti nastri dimostrativi che avevano registrato prima di concepire l'album. Rundgren convinse il gruppo che le canzoni che avevano scritto potevano formare un concept album come un modo per colmare ciò che descriveva «le melodie e gli argomenti pastorali» di Moulding e gli «inni pop e la poesia sleale» di Partridge. Suggerì persino un titolo provvisorio, Day Passes.
Le canzoni scelte avevano un'atmosfera più dolce e venivano tracciate relazioni tra tempo, tonalità e soggetto. Partridge pensava bene alle selezioni dei brani, ma era infastidito dal fatto che le tracce e l'ordine di marcia fossero stati determinati così presto nel processo di lavorazione, osservando che «non parlavi con quel ragazzotto da tre minuti, e aveva già disturbato, criticato e infine gettato il tuo lavoro nel cestino». Oltre quello proposto da Rundgren, tra i titoli di lavorazione ci furono All Day Life, Rite, Rite Things, Leftover Rites, Summer Good e Pink Things Sing. Infine, decisero di intitolarlo Skylarking, un doppio significato che si riferiva a un tipo di volatile (l'allodola, in inglese "Skylark") e alla terminologia omonima della Royal Navy, che significa "scherzo" o "burla" giocata generalmente ai danni delle matricole della Marina Reale Britannica. Partridge commentò che l'album gli trasmise la sensazione di «un'estate calda, giocosamente sessuale [...] È solo estate, essere sempre all'aperto e scoprire il sesso in modo incapace, da adolescente.»
In modo simile a 25 O'Clock, la musica fu fortemente influenzata dall'era psichedelica degli anni '60. Tuttavia, Skylarking si poneva in netto contrasto con i lavori precedenti degli XTC. Come scrisse il critico musicale A. D. Amorosi, «Più liricamente maturo, lussureggiante e delicatamente psichedelico di qualsiasi altra cosa nel loro catalogo, Skylarking ha preso in prestito l'atmosfera rugiadosa, collinosa e santa di Mummer, così come l'atmosfera suonata dai Beatles psichedelici; rispetto a [...] The Big Express, ha una grazia delicatamente più ampia e un turbinio orchestrale raffinato». È stato variamente descritto come un album di art rock, art pop, new wave, pop psichedelico, rock psichedelico, neo psichedelia, oppure post-punk.
Partridge ipotizzò che il contenuto lirico delle loro canzoni diventasse più mondano a causa del suo esser «venuto fuori – piuttosto bruscamente – da tredici anni di dipendenza dal valium». Recentemente era anche diventato padre e ha iniziato ad ascoltare numerosi album dei Beach Boys, prima dei quali conosceva solo i loro singoli. Nello stesso momento, Moulding ascoltò per la prima volta l'album di debutto dei Pink Floyd del 1967, The Piper at the Gates of Dawn ed è stato influenzato dallo stile di composizione di brani "free-form" di Syd Barrett. Anche il numero di canzoni composte da Moulding, cinque, era insolito per la band. Partridge dichiarò: «Mi sentivo già respinto dalla Virgin. Ma, onestamente, quello era il miglior lotto di materiale che Colin avesse mai offerto». Moulding inoltre disse: «Todd ha scelto le canzoni. So per certo che, in caso contrario, il mio contributo numerico sarebbe stato decisamente inferiore. Ero solo grato che il gruppo avesse un arbitro indipendente».

## Produzione

### Difficoltà delle sessions
(Andy Partridge)
La collaborazione con Rundgren si rivelò da subito difficile, specialmente per Partridge, e sorsero numerosi disaccordi sui campionamenti della batteria, le selezioni dei brani da inserire nella tracklist definitiva e altri dettagli minori. Partridge definì le preferenze musicali di Rundgren come «completamente contraddittorie con le mie»; per esempio, suggerendo una sovrabbondanza di chitarra fuzz dove invece Rundgren voleva un mandolino. Moulding ha riconosciuto che, fino ad allora, era normale che Partridge fungesse da "produttore esecutivo" per gli album del gruppo, minando spesso l'autorità del produttore accreditato. Secondo Rundgren: «Essenzialmente, è stato in qualche modo preordinata da me la fisionomia definitiva del disco, ed era qualcosa che in precedenza non avevano mai sopportato. Penso che [Colin e Dave] si siano fidati di me, ma Andy non lo ha mai fatto». Gregory ha sottolineato che «le personalità di Todd e Andy erano agli antipodi, grosso modo come il gesso e il formaggio, non si sono capiti fin dall'inizio. Le cose sono andate di male in peggio».
Partridge era soddisfatto degli arrangiamenti di Rundgren ma nello stesso tempo era frustrato dalle osservazioni "condiscendenti" e "così sanguinanti" del produttore durante le sessioni. Come ricordava, «[Todd avrebbe] chiesto come avresti suonato per cantare, ti saresti messo di fronte al microfono e lo avresti fatto correndo per schiarirti la voce e lui avrebbe detto: "Era una schifezza. Vieni giù e mi registrerò mentre lo canto e puoi avermi in cuffia per cantare insieme"». Un'altra frase del produttore che ha ricordato è stata: «Puoi registrare con [la bobina] per alcune ore la tua parte se vuoi. Vado a casa mia. Quando scoprirai che non funziona a modo tuo, chiamami e registreremo a modo mio». Credeva che il ruolo del produttore fosse tuttavia «per tenerci sul chi vive e in piena forma», e che Rundgren in questo senso ebbe successo. Sulla misura dei litigi, Rundgren disse: «ci fu un momento in cui Andy diceva che voleva tagliare la mia testa a metà con un'ascia. Ma non c'è mai stato nulla di fisico. Solo scontri verbali». Gregory dichiarò che era «abbastanza felice di essere diretto da Todd invece di Andy». Pensava che Rundgren «sminuisse deliberatamente il ruolo [di Andy] se pensava che stesse diventando troppo grande per le sue ambizioni. Andy stava sempre sull'attenti». Gregory non ha avuto «alcun problema con Rundgren», sentendo invece che Partridge era «talmente infelice e costringendolo a tirarlo fuori dagli studi di registrazione, un po', con me».
Rundgren aveva ascoltato The Big Express e concluse che il gruppo aveva «perso le tracce» delle troppe indulgenze in studio. Il suo stile di assumersi la responsabilità degli errori tecnici senza consentire ai membri la possibilità di risolverli era anche fonte di contesa. Partridge affermava spesso che ciò era dovuto al fatto che Rundgren voleva spendere meno denaro possibile, mentre Moulding diceva: «Non credo che fosse l'unica ragione. Potresti dire che era il suo metodo di lavoro. Gli piaceva farlo perché era dell'opinione – e penso di averla anche io – che la migliore interpretazione sia quella in cui il gruppo sta provando mentre l'ingegnere sta cercando di ottenere un suono migliore! Questa è la ripresa che dovrebbe essere registrata, sai». Tutte le volte in cui Partridge voleva migliorare una parte della musica, Rundgren rispondeva dicendo «Andy, non sarà necessariamente migliore, sarà solo diverso».
Il gruppo suonava abitualmente il tema di The Munsters ogni volta che vedevano Rundgren arrivare in studio. Secondo Partridge, Rundgren non si è mai reso conto che ciò che suonavano era una battuta poiché avevano notato la sua somiglianza con Herman Munster. Nonostante tutte le difficoltà, Rundgren ha detto che l'album «alla fine [...] sembra che ci stessimo divertendo molto a farlo. E a volte ci stavamo divertendo». Basandosi sulle storie scritte sulle sessioni di registrazione di Skylarking, Partridge divenne noto per essere poco malleabile e scarsamente incline ai compromessi. Inizialmente, ritenne che poteva essersi sbagliato nella sua percezione delle registrazioni. In seguito si è consultato con altri artisti che hanno lavorato con Rundgren, solo per scoprire che «nove volte su dieci avevano detto: "Porca miseria, si è comportato così anche con noi!"» Dopo aver avuto una discussione su una parte di basso, Moulding stabilì che Partridge fosse bandito dallo studio mentre finiva di registrare le sue parti. Nel 1997, Moulding lo definì "l'unico autentico screzio" avuto tra lui e Partridge nella storia della band.

### Registrazione
(Todd Rundgren)

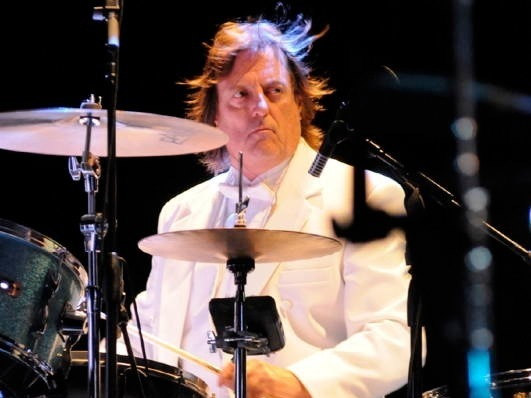
Prairie Prince dei Tubes venne ingaggiato come batterista turnista per l'album.

Tutte le tracce di base sono state registrate nello stesso ordine in cui appaiono nell'album, così come lo sono state le sovraincisioni di batteria che sono seguite. Le sessioni di registrazione si sono svolte tra aprile e giugno del 1986 in gran parte agli Utopia Sound Studios di Rundgren a Woodstock, New York. Partridge descrisse il suo studio – un edificio a due piani situato ai margini di una foresta – come «una baita glorificata». Il gruppo, al suo primo album registrato negli Stati Uniti, alloggiava in una pensione vicina, mentre Rundgren viveva nella «casa principale» sulla strada. Arrivarono senza nemmeno provare il materiale perché in ogni caso si aspettavano che Rundgren avrebbe comunque cambiato la struttura delle canzoni. Nel ricordo di Moulding, «Quello era il problema dell'intero disco [...] tutti continuavano a dire: "Non c'è motivo di provare!" [...] Ho capito, "Non conosco nessuna di queste canzoni!" [ride] "Nessuno mi ha detto gli accordi! Cosa faremo?"» Il progetto fu inoltre uno dei più economici poiché vennero consumate solamente tre bobine di nastro: uno per il lato A, un altro per il lato B e un terzo per gli extra e le tracce rimanenti. Moulding ha ricordato che «una traccia si è combinata e imbattuta in un'altra. Non ci fu nessuna modifica. Todd aveva un modo molto poco ortodosso di registrare – 15 ips. – e fu fatto molto rapidamente. Le seconde erano insolite, ma in qualche modo era tutto affascinante». Partridge considerava questi metodi uno «stratagemma per risparmiare denaro», e riteneva che Rundgren «non volesse spendere su altre bobine di nastro».

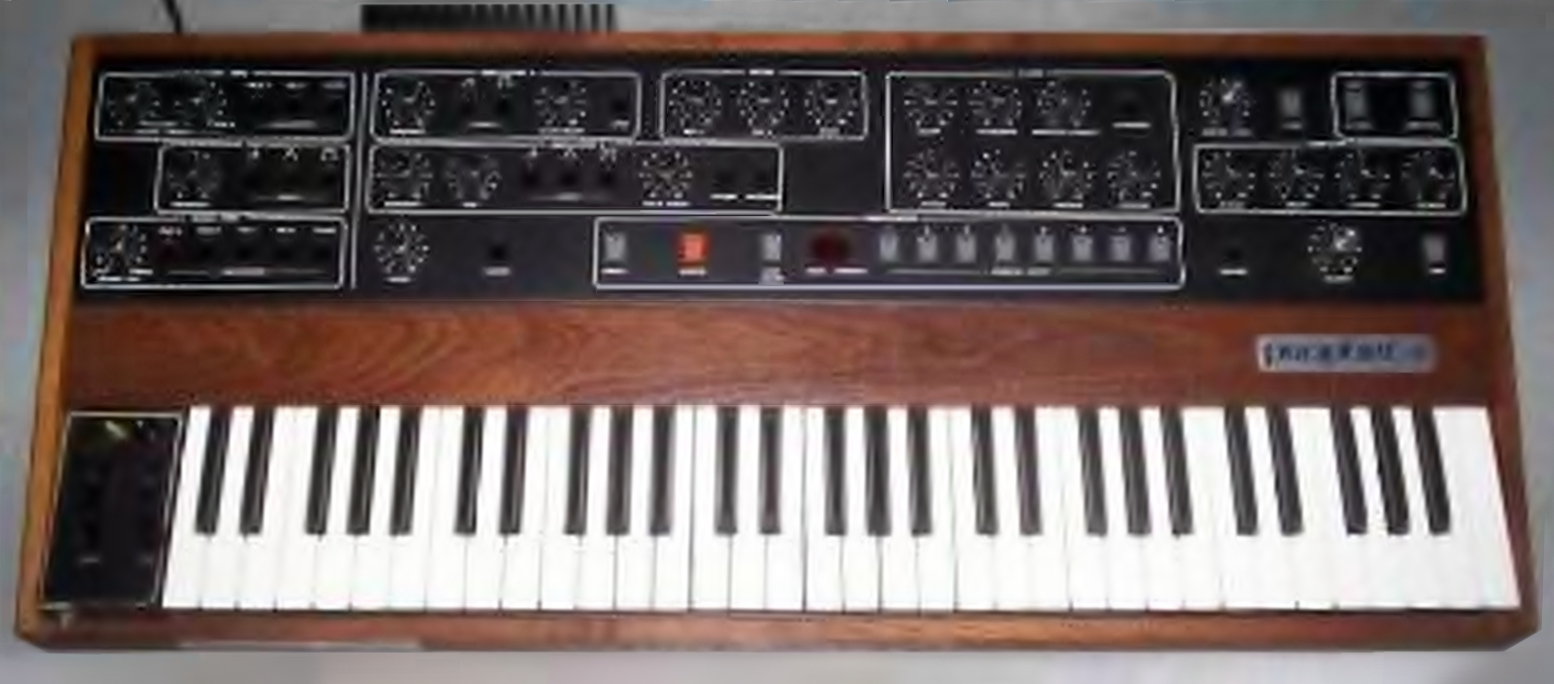
Il sintetizzatore Prophet 5, simile al Prophet 10 usato nell'album.

Rundgren ebbe un ruolo importante nella progettazione del suono dell'album e nella programmazione della batteria, fornendo alla band arrangiamenti di archi e corde, nonché un vasto assortimento di equipaggiamenti che includevano un CMI Fairlight, una Yamaha DX7, un E-mu Emulator, un LinnDrum pre-MIDI e un Prophet-10 acquistato appositamente per l'album. Gli unici strumenti che il gruppo aveva portato con sé negli Stati Uniti erano «circa otto chitarre». Dave Gregory riuscì a riparare un Chamberlin trascurato che era stato infestato dai topi. Trascorsero la prima settimana a pianificare e impostare i marcatori per lo spazio su nastro di cui avevano bisogno. Altre tre settimane furono spese per programmare le percussioni e altre sequenze su un Fairlight. Per la prima serie di sessioni a Woodstock, il gruppo ha usato il LinnDrum come segnatempo per le percussioni, delle quali Gregory disse che «sembravano molto rigide e senza vita». I suoni reali della batteria vennero sovraincisi nei Sound Hole Studios di San Francisco da un nuovo batterista, Prairie Prince, che faceva parte dei The Tubes. Gregory disse «è stato solo allora che l'album ha iniziato a prendere vita».
Mentre si trovava a San Francisco, il gruppo rimase in un condominio a pochi isolati dall'appartamento di Rundgren. Partridge istruì Prince su come interpretare le sue parti, sebbene Prince occasionalmente suggerisse le proprie idee. Prince in seguito ha elogiato il «senso del ritmo [...] di Partridge, quel ragazzo è semplicemente fantastico. Non sono sicuro di averlo mai visto davvero sedersi e suonare una batteria, ma penso che probabilmente potrebbe fare un ottimo lavoro. So che ha fatto un'ottima programmazione per la batteria». Moulding ricordò che «di quell'album non venne iniziato a registrare niente fino a quando la band non è arrivata a San Francisco per registrare le parti della batteria». Inizialmente, Rundgren voleva che Moulding suonasse le sue parti di basso prima che la batteria fosse registrata, ma quest'ultimo si oppose a questo metodo. Gli arrangiamenti orchestrali furono registrati al Sound Hole, così come un altro paio di tracce di basso di Moulding. Prince ha ricordato che il gruppo ha adottato «questo grande calendario del progetto [...] con tutti gli strumenti e le parti vocali che volevano aggiungere. Man mano che le cose venivano registrate, le controllavano e prendevano appunti su ciò che prendevano, ed erano felici». Successivamente, la band tornò a Woodstock per registrare il resto dell'album. Quando la registrazione fu completa, la band lasciò Rundgren con un libro compilato a mano con le istruzioni per il missaggio, che stavolta seguì fedelmente.

### Le due copertine
Come se non bastassero i problemi e i dissidi avuti in sala di registrazione, sorsero controversie anche sulla copertina del disco. Il progetto originale della copertina voluta da Partridge era quello di raffigurare scatti ravvicinati di regioni pubiche umane con fiori montati sui peli, femmina sulla parte principale della copertina e maschio sul retro della stessa. Quando le sessioni fotografiche erano in pieno svolgimento, i negozianti di dischi, venuti a conoscenza della cosa, informarono la Virgin Records che non avrebbero messo in vendita l'album con quell'opera d'arte, e quindi l'idea fu scartata. In un secondo momento, Partridge aveva anche considerato il disegno, in seguito rifiutato, per la copertina del singolo principale, Grass.
All'ultimo momento, Partridge trovò un'alternativa. Disse: «Rubai questa stampa di buon gusto da un concerto di musica classica nel 1953 fatto da un tipo chiamato Hans Erney (sic). Ho cambiato alcune cose sul disegno. Penso a quello originale, il ragazzo aveva una chitarra e la ragazza aveva un flauto, ma abbiamo dato a entrambi i flauti. Quindi è stata davvero un'alternativa di buon gusto alla copertina originale, che se fosse stata davvero realizzata sarebbe stato veramente da suicidarsi». Nel riquadro, in marroncino chiaro, il ragazzo è in piedi, quasi accovacciato, mentre la ragazza è distesa; entrambi sono nudi e intenti a suonare i flauti. Il resto della copertina è azzurra chiara con striature bianchiccie quasi a simboleggiare un'atmosfera tranquilla e sognante, quasi idilliaca, tra la primavera e l'estate.
In quarta di copertina, il gruppo è raffigurato con indosso uniformi scolastiche cattoliche da ragazza. L'intenzione iniziale di Partridge era di far vestire il gruppo con abiti da quaccheri, ma alla fine lo trovò «veramente disapprovante». Il motivo per cui invece decisero di indossare abiti da scolarette fu dovuto a una comunicazione errata fatta quando Partridge ordinò gli abiti. Nel 2010, la copertina della remasterizzazione dell'album, curata da John Dent con la polarità corretta, stampata in vinile a 180 grammi, era un dipinto di Partridge basato sulla sua idea originale e sulle sessioni fotografiche poi interrotte a seguito della protesta dei negozianti di dischi.

## Brani dell'album originale
Partridge ha scritto nove delle quattordici canzoni dell'album, con le sole eccezioni di Grass, The Meeting Place, Big Day, Dying e Sacrificial Bonfire, che sono state scritte da Moulding.

### Lato A

#### Summer's Cauldron
Il testo di Summer's Cauldron (Il calderone dell'estate) è l'estensione di una poesia originale scritta da Partridge intitolata Drowning in Summer's Cauldron dove il protagonista, in pieno agosto, affoga nel "calderone estivo come un insetto nel brandy in una grande coppa di bronzo" e malgrado affanni e urli, dichiara "per piacere non tiratemi fuori, è così che voglio stare". Musicalmente viene introdotto con il suono di un'ape che attraversa i canali stereofonici. Rundgren ha fornito la campionatura, insieme ad altri suoni che ricordano l'estate, come grilli che friniscono e cani che abbaiano. La traccia enfatizza i suoni del ronzio e un organo definito da Partridge "traballante", la cui melodia gli venne ispirata dal ricordo dell'estate del 1967 e dal brano Blue Jay Way dei Beatles, l'unico strumentale di Magical Mystery Tour. Rundgren suonò la melodica, ha ricordato Partridge, «e siamo riusciti a maltrattarlo! È stato grandioso». Prairie Prince venne incoraggiato a suonare riempimenti di batteria "impastati" nello stile del brano Sweet Dream dei Jethro Tull del 1969. Summer's Cauldron segue senza soluzione di continuità la traccia successiva, un effetto ottenuto in modo non convenzionale. «Quando abbiamo detto, "Come possiamo passare da Summer's Cauldron a Grass?", Ha detto [Rundgren], "Bene, mettete le mani sugli strumenti e fermate il suono delle corde, poi operiamo una netta cesura nel meccanismo [della registrazione multitraccia] all'inizio di Grass"».

#### Grass

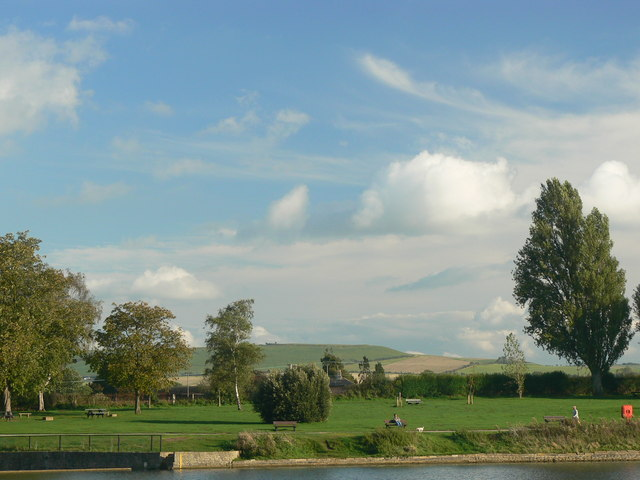
A Coate Water (qui in una fotografia del 2006), viene ambientato il brano Grass.

Grass (Erba) viene talvolta scambiata per la cannabis, ma in realtà si riferisce al verde dei prati dove i due protagonisti, un ragazzo e una ragazza, entrambi adolescenti, dapprima accompagnati da un'amica di lei che poi si allontana con un altro, si ritrovano a fare l'amore in maniera un po' energica ("appiattiremo ripetutamente il trifoglio"). Venne scritto riferendosi a Coate Water, un parco di Swindon. Moulding lo compose su una chitarra elettrica aperta nelle accordature e trovò i suoi cambiamenti armonici suonando le forme degli accordi del brano Something in the Air di Thunderclap Newman (1969). La mescolanza di violino e chitarra è stata una delle idee prese dal brano How Do You Sleep? di John Lennon (1971). Rundgren aggiunse un tiple alle corde. Originariamente, Moulding cantò questa canzone con una voce più profonda. Ha detto che Rundgren espresse preoccupazione per il fatto che l'effetto era troppo vicino a «un molestatore», e quindi Moulding «fece la stessa cosa di David Bowie e aggiunse un'ottava sopra di essa». Il brano termina così come era iniziato quello precedente, con la ripresa del suo coro di insetti al quale si aggiunse l'abbaiare di un cane.

#### The Meeting Place
The Meeting Place (Il luogo dell'appuntamento) venne costruito su un motivo circolare di chitarra che ricordava a Moulding il programma per bambini della televisione britannica Toytown. Nel suo ricordo, lo caratterizzava come «un riff infantile, da filastrocca, da campana, da piccola città. Come se stessi guardando Toytown, ed ero io nel paesaggio, a incontrare nella nostra adolescenza mia moglie accanto alla fabbrica o qualcosa del genere.» Nel testo il brano infatti si può definire il seguito ideale di Grass: i due adolescenti (Moulding e la sua futura moglie) sono cresciuti, lei è "una ragazza che lavora, hai [messo da parte] dei soldi tuoi" e, tra un fischio e l'altro della sirena di entrata e di uscita dal lavoro, hanno trovato un luogo migliore per incontrarsi di un prato all'aperto. I rumori industriali dell'inizio del brano erano campionature sequenziate su un Fairlight, uno dei quali era il suono della sirena degli Swindon Works, che veniva usata come segnale d'ingresso e di uscita per i suoi lavoratori. Gli Swindon Works chiusero un anno prima della registrazione della canzone. Tra le influenze musicali del brano, Moulding ha citato Syd Barrett, Factory Girl dei Rolling Stones (1968) e Blanket on the Ground di Billie Jo Spears (1975).

#### That's Really Super, Supergirl

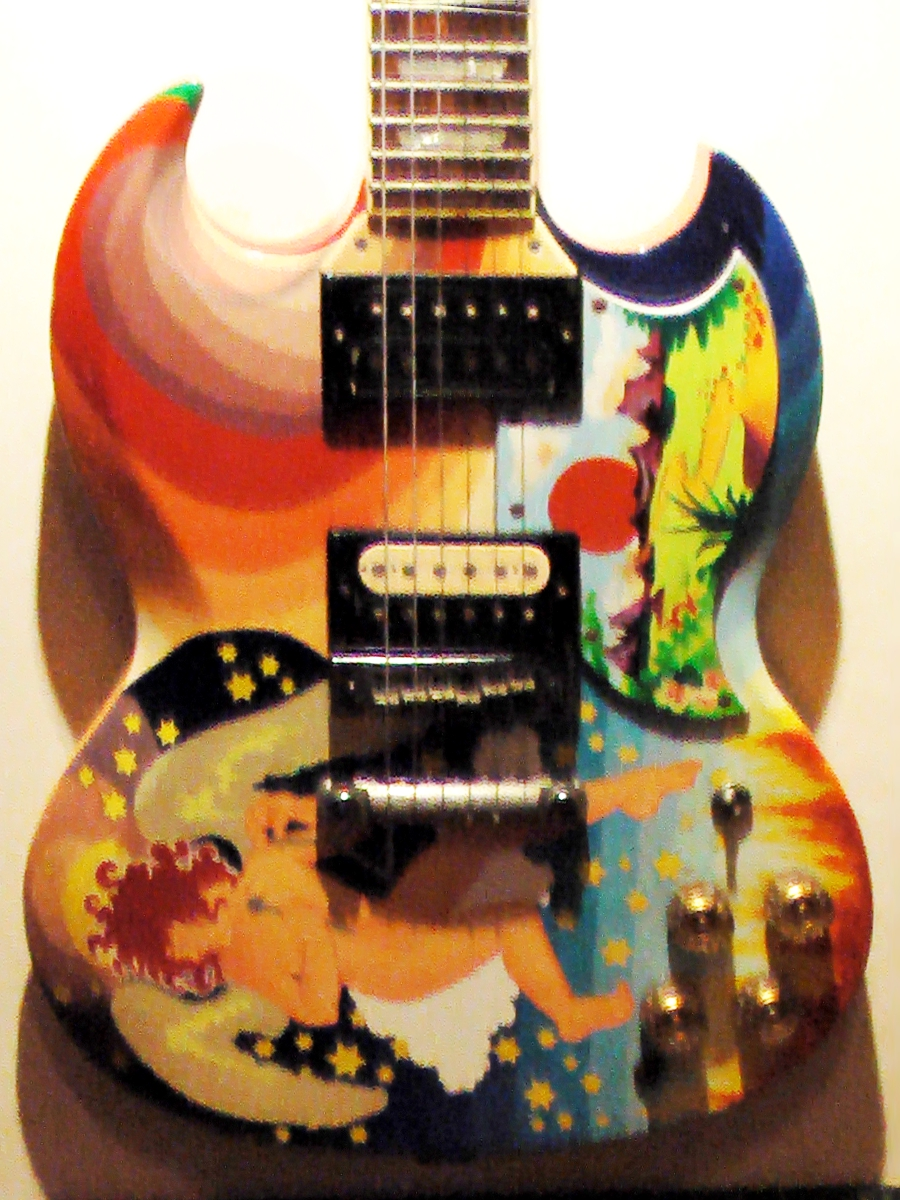
La chitarra The Fool venne utilizzata per il brano That's Really Super, Supergirl (nella fotografia ne viene mostrata una copia)

That's Really Super, Supergirl (È veramente grandioso, Supergirl) è una canzone nel genere power pop essenzialmente basata sulla chitarra che fa esplicito riferimento al personaggio dei DC Comics Supergirl, sebbene Partridge abbia affermato che "Supergirl" nella canzone «non è una ragazza, è un amalgama di tutte le donne che avevano cose migliori da fare che girare intorno a me [...] c'è una parte di facezie, unita a un po' di sarcasmo.» Nel testo, viene menzionato anche Superman e soprattutto ciò che ha a che fare con lui, come la kryptonite e la Fortress of Solitude. Riguarda un ragazzo che è stato lasciato dalla fidanzata, che sta piangendo nella solitudine più completa avendo "scoperto ciò che stai facendo con le tue identità segrete"; le rimarca il fatto che abbia in pubblico poteri sovrumani, con riferimenti chiaramente ironici "è veramente grandioso il modo in cui stai cambiando il clima del mondo" e poi "come hai fermato la morte dell'universo", ma nel privato lo paragona a "uno scimmione" pronto "ad essere spazzato via come se fossi della sporcizia". Alla fine, la sua decisione è irrevocabile, "Non ti chiamerò più […] non voglio sembrare sgarbato ma non mi sento grandioso". Rundgren contribuì suonando parte delle tastiere ma non è stato accreditato. Dave Gregory disse: «[Di questo brano] non sapevamo davvero cosa farne. Era solo un "lato B", e ovviamente si poteva vedere se c'erano delle possibilità intrinseche per farlo uscire come tale. Ma un pomeriggio, lo lasciammo al suo destino.» Una parte della ritmica venne estratta dall'album degli Utopia Deface the Music (1980) e, a causa di problemi logistici avuti durante una session di registrazione, Prairie Prince e Colin Moulding furono costretti a suonarla. L'assolo di chitarra a metà del brano venne interpretato da Dave Gregory sulla psichedelica Gibson SG denominata The Fool, appartenuta a Eric Clapton, ma allora di proprietà di Rundgren. Gregory trascorse parecchie ore a provare quell'assolo. Anni dopo, si rese conto di aver inconsciamente sollevato le "piccole sequenze di cinque note" ascoltate nella tromba del brano Magic Dragon Theater dall'album degli Utopia Ra (1977).

#### Ballet for a Rainy Day
Ballet for a Rainy Day (Balletto per un giorno di pioggia) per quello che riguarda il testo, è il ritratto di una città piovosa (quasi certamente la stessa Swindon) e dei suoi impermeabili, frutta assortita e acconciature che crollano. Proprio all'inizio della canzone si fa esplicito riferimento alle "arance e limoni" (Orange and Lemon) sulle quali il gruppo probabilmente trovò l'ispirazione per intitolare l'album successivo a loro nome. Partridge dichiarò: «L'unica cosa che ricordo della pioggia da bambino erano le imprecazioni di mia madre quando la sua nuova pettinatura si sarebbe inevitabilmente rovinata a causa di essa.» Ci fu una discussione sul verso "Silent film of melting miracle play", tradotto liberamente "Film muto di una scena in miracolosa dissolvenza". Rundgren non era a conoscenza del fatto che i "Miracle Plays" fossero rappresentazioni bibliche risalenti all'epoca medioevale e, pensando che Partridge si sbagliasse, chiese che fosse cambiato in "Passion play", ovvero "Passione teatrale". Partridge rifiutò perché voleva mantenere l'allitterazione con "Melting miracle". Un altro verso della canzone, "Tickets for the front row seats up on the rooftops", ovvero "Biglietti per i posti in prima fila lassù sul tetto" è un omaggio a A Walk Across the Rooftops dei Blue Nile (1984). Secondo il critico musicale Joe Stannard, Ballet for a Rainy Day e i due brani seguenti, 1000 Umbrellas e Season Cycle «distillano l'originale e impeccabile chamber pop di Smiley Smile e Abbey Road in una comoda suite di tre sole canzoni».

#### 1000 Umbrellas
Il testo di 1000 Umbrellas (Mille ombrelli) rappresenta cupe riflessioni fatte dal protagonista durante una giornata di pioggia, nonché il secondo brano dell'album, dopo That's Really Super, Supergirl, che ha per tema l'essere lasciato da una donna. Dave Gregory trascorse intere settimane lavorando soltanto alla disposizione degli accordi di quel brano usando prima un sequencer Roland MSQ-100 e in seguito, per un'altra parte di aggiustamento degli stessi, sul suo Roland JX-P. Disse: «Era una cosa piuttosto cupa, miserabile con tutti quegli accordi cromatici discendenti, e ho pensato: "Oh cara, come posso rallegrare questa miserabile canzone?"». Rundgren non l'aveva inizialmente considerata per inserirla nella tracklist dell'album, dal momento che la demo a lui inviata precedentemente consisteva esclusivamente in Partridge intento a suonare la chitarra acustica, ma era convinto di includerla una volta sentito l'arrangiamento di Gregory. Partridge ricordò che a un certo punto Gregory «mi prese da una parte e disse: "So cosa intendi dire con quel testo, come puoi sorridere e prevedere che il tempo stia migliorando, se non hai mai fatto piovere ragazze dappertutto". E lì ho pensato: "Quanto sei enigmatico da parte tua, Gregsy."». Nel verso "Sunny Jim couldn't jump it" ovvero "Sunny Jim non potrebbe saltare giù" c'è un gioco di parole tra il Sunny Jim, lo spettacolare salto a strapiombo sul mare nei pressi di San Diego in California, e Jump, il salto. Un altro verso del brano, "And carry on sweeping up where I've been weeping", "Darò una spazzata dove stavo spargendo le lacrime" è una citazione esplicita di un verso del brano While My Guitar Gently Weeps tratto dal White Album dei Beatles, "I look at the floor and I see it needs sweeping while my guitar gently weeps", cioè "Guardo il pavimento e mi accorgo che ha bisogno di una ripulita mentre la mia chitarra piange dolcemente". Per uno strano scherzo del destino, nel brano dei Beatles suonava la chitarra proprio Eric Clapton, proprietario della chitarra elettrica The Fool utilizzata dal gruppo in una canzone precedente.

#### Season Cycle

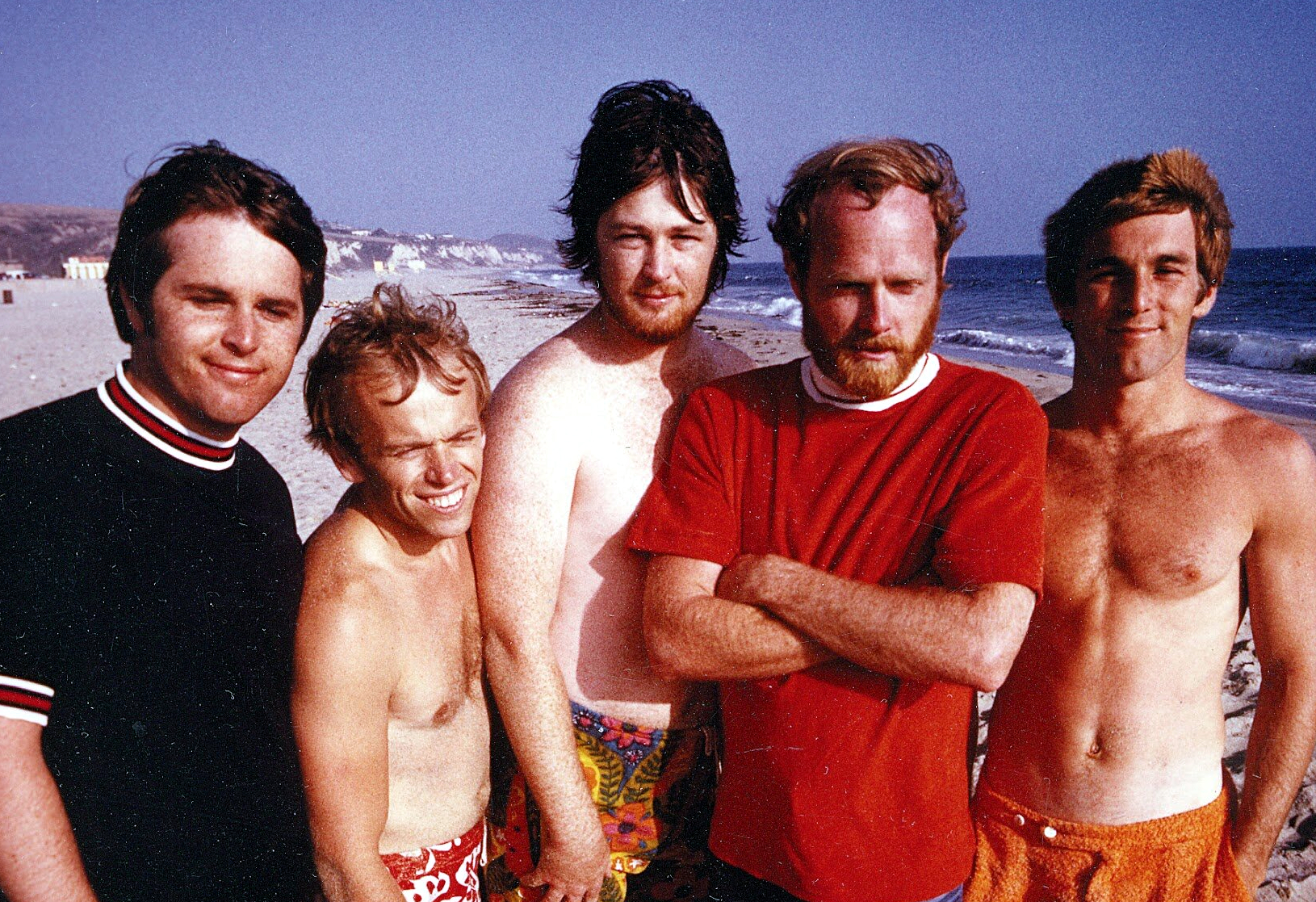
Il brano Season Cycle venne ispirato a Partridge dall'ascolto dell'album dei Beach Boys Smiley Smile (1967).

Il brano che chiude il primo lato dell'album, Season Cycle (Ciclo stagionale), nella sua forma base, venne ispirato a Partridge mentre portava a spasso il suo cane. Il testo narra di un uomo e una donna che osservano ansiosamente il ciclo delle stagioni fluire senza un perché apparente; il protagonista chiede infatti ossessivamente "chi preme il pedale del ciclo stagionale?" e "chi può aver fatto tutto questo?" per finire con la domanda basilare "C'è un Dio in cielo?" La risposta, come si vedrà in Dear God, è no. Il distico finale è assai chiaro in proposito: "Tutti dicono, unisciti alla nostra religione, andrai in paradiso! Io dico no grazie, perché benedici la mia anima, sono già lì!". La canzone, a livello musicale, è stata notevolmente influenzata dai Beach Boys, ma inizialmente non è stata pianificata come un pastiche della band. Partridge ammise in seguito: «in effetti, è iniziata in modo molto simile a una canzone folk, molto spinosa. E solo per legare le cose , ho provato a farne altre contemporaneamente, perché in questa band siamo maniaci di melodia incrociata, ma ho pensato che sarebbe stato divertente. Poi ho pensato: "Accidenti, suona davvero come i Beach Boys. Sì, farò sembrare il brano un po' più simile ai Beach Boys!"». Sentì che il risultato finale era «più vicino agli Harpers Bizarre che agli stessi Beach Boys». In un'altra intervista, dichiarò di essere stato ispirato consapevolmente dall'album Smiley Smile (1967) dei Beach Boys, nello scrivere una canzone che sembrava essere composta da molte sezioni musicali disparate. Gregory contestò la dissonanza nel secondo ponte, ma Rundgren si schierò dalla parte di Partridge ritenendo che ciò rendesse lo sviluppo armonico più interessante. Rundgren, tuttavia, schernì Partridge per il verso "About the Baby and it's umbilical" ovvero "Al neonato e al suo ombelico".

### Lato B

#### Earn Enough for Us
Earn Enough For Us (Guadagna abbastanza per noi) è un brano in stile power pop con argomenti simili al precedente Love on a Farmboy's Wages sempre di Partridge; narra di una coppia che sta per sposarsi con un figlio in arrivo ("Quindi stai dicendo che presto saremo in tre ora un padre è quello che sarò"), che ha appena "trovato una casa che non si riparerà da sola con le sue finestre che si spezzano" e che, nonostante la povertà, non dovrebbe essere più triste "di altri come noi che hanno obiettivi per migliorare la vita". Partridge scrisse il brano ispirandosi ai suoi trascorsi lavorativi in un negozio di vernici. Il verso "I can take humiliation and hurtful comments from the Boss", ovvero "Posso prendere umiliazioni e commenti offensivi da parte del capo" si riferisce al proprietario del negozio, il signor Middle Turnley. Ricorda Partridge, «Sarebbe entrato nel negozio e avrebbe detto: "Sbuffa! Sbuffa! Guardati, fottuta piccola fica inutile, sbuffa! Sbuffa! Hai un taglio di capelli da fottuta ragazza, piccola fica, sbuffa!"». Il riff di apertura è stato inventato da Dave Gregory dopo aver avuto una certa persuasione da Rundgren. Moulding lasciò temporaneamente il gruppo dopo una disputa sulla linea di basso, che Partridge riteneva stesse andando in una direzione troppo "blues".

#### Big Day
Big Day (Gran Giorno) parla del matrimonio dello stesso Colin Moulding, chiudendo una "ideale trilogia" con Grass e The Meeting Place ed è stato dedicato al figlio adolescente, Lee Moulding. È stato composto originariamente durante le session di 25 O'Clock, ma i suoi compagni di band hanno pensato che fosse troppo bello per il progetto dei Dukes of Stratosphear. Partridge ha immaginato la canzone come un singolo.

#### Another Satellite
Another Satellite (Un altro satellite) parla di Erica Wexler, una fan che ha causato tensioni tra Partridge e la sua allora moglie, Marianne Wyborn. Conosciuta nel 1980 alla prima di un film, precedentemente a Skylarking Partridge aveva scritto sulla Wexler per i brani dell'album The Big Express "Seagulls Screaming Kiss Her Kiss Her" e "You're The Wish You're I Had". In un primo momento, Rundgren aveva respinto quel brano, ma infine venne incluso su insistenza dell'esecutivo A&R della band alla Virgin Records, Jeremy Lascelles. Partridge in seguito espresse rammarico per il fatto di aver scritto la canzone poiché è stata offensiva per Erica, sebbene «la storia abbia avuto un lieto fine» una volta riacceso il rapporto negli anni '90. Secondo Stannard, «il rimprovero mordente e vivace della canzone segnala un passaggio verso aree più scure e più personali».

#### Mermaid Smiled
Mermaid Smiled (La sirena sorrise) è una canzone "jazz" ispirata a un libro per bambini stampato su cartoncino che Partridge possedeva quando era bambino. Il titolo significa «tornare in contatto con il bambino che è in te. E la chiave di ciò è qualcosa di frivolo come un sorriso di una sirena.» Era composto in accordatura D6 (in sequenze D – A – D – A – B – F) e avvenne quando scoprì un riff che riteneva avesse una qualità sottomarina. Ha scritto una poesia contenente alcuni dei testi, intitolato "Book Full of Sea", ma non riusciva a ricordare se fosse avvenuto prima o dopo il motivo per chitarra "Raga-mama-Raga": «Ho iniziato a gettare le mani intorno alla tastiera e ho scoperto alcune cose che suonano alla grande – tutti accordi semplici. Sono solo sbarre dritte o forme davvero semplici. È solo una specie di cosiddette piscine di roccia, sirene e interruttori che si infrangono.» Rundgren arrangiò la canzone nello stile di Bobby Darin. La traccia presenta tabla, bonghi, trombe con sordina e vibrafoni campionati da un Fairlight; gli ultimi due si riflettono nei versi del testo "dai pool di xilofono chiaro" e "componi con la tromba". Partridge ha scoperto che le percussioni davano alla canzone un'atmosfera indiana e tentarono di espanderle cantando note di quarti appiattite, un'idea che Rundgren ha respinto.

#### The Man Who Sailed Around His Soul
The Man Who Sailed Around His Soul (L'uomo che navigava intorno alla sua anima) è un brano esistenzialista beatnik che «dice solo che sei nato, vivi e muori», ha spiegato Partridge. «Perché cercare il significato della vita quando tutto ciò che c'è è morte e decadenza.» La melodia venne ispirata dalla versione del brano di Nat King Cole Nature Boy (1948). L'arrangiamento di Rundgren si basava sulla musica dei film di spionaggio degli anni '60, che si trovava in un linguaggio simile a Mermaid Smiled. Partridge ricordò: "Avevo in testa che volevo davvero surclassare Mack the Knife nella versione di Bobby Darin [...] [e] mi sembrava il titolo di un film di spionaggio. Quindi ho pensato, "come sarebbe bello fare una specie di colonna sonora sulla falsariga di quelle sugli agenti segreti realizzate da John Barry." [...] Dissi a Todd: "Idealmente, rendilo come una colonna sonora di un film di spionaggio esistenziale dei Beatnik. Si può fare una cosa del genere?" E letteralmente, se ne andò da un giorno all'altro e tornò con le accordature per questa roba.» Partridge diede istruzioni a Prairie Prince di suonare come un "batterista jazzista". Durante la sua esibizione, Prince ipotizzò che avrebbe inconsciamente "incanalato" l'influenza del batterista della grande band, Gene Krupa.

#### Dear God
Dear God (Caro Dio), il brano più famoso dell'album nonché uno dei più celebri dell'intero repertorio del gruppo, parla di un agnostico in difficoltà che scrive una lettera a Dio mentre sfida la sua stessa esistenza. La canzone venne concepita sullo stile skiffle ma durante l'esecuzione del brano Rocky Raccoon dei Beatles (1968), Partridge è stato ispirato a avvicinare Dear God alla direzione di quella canzone. Pubblicata inizialmente su singolo come lato B di Grass, e originariamente concepita per essere inclusa come sesta traccia del secondo lato dell'album, Dear God suscitò polemiche e controversie tali che alla fine il gruppo non la incluse nelle stampe originali di Skylarking. In seguito, quando i disc jockey delle radio dei college statunitensi programmarono con insistenza questo brano al posto di Grass, la distributrice americana del gruppo, la Geffen Records stampò l'album includendo quel brano ed escludendo Mermaid Smiled. Nelle successive ristampe su CD dell'album, soltanto quella canadese, pubblicata dalla Caroline Records è l'unica a contenere entrambi i brani.

#### Dying
Dying (Morire) è stato ispirato a Colin Moulding da un suo anziano vicino di casa di nome Bertie. Si presumeva erroneamente che riguardasse suo padre, Charlie Moulding, che era morto per un attacco di cuore nel 1983. Colin aveva recentemente acquistato una casa nella campagna di Swindon: «Non l'abbiamo visto [Bertie] per i primi sei mesi e pensavamo che potesse essere morto, ma la gente del villaggio ha detto che recentemente aveva perso sua moglie ed era diventato molto tranquillo e triste [...] Era solito subire questi attacchi ed era molto a corto di fiato, ma gli piaceva parlare di noi con i suoi vecchi modi.» L'assolo di clarinetto campionato è stato suonato su un Chamberlin.

#### Sacrificial Bonfire
L'ultimo brano dell'album, Sacrificial Bonfire (Falò sacrificale) tenta di ambientare un rituale dell'età del ferro. La sua composizione è iniziata con un riff di chitarra dal suono pagano: «C'era un tocco di L'apprendista stregone e un po' del brano Fire di Arthur Brown, suppongo. Ma non ero un moralista. Era soltanto che questa era una musica malvagia e il bene trionferà su di essa.» Rundgren ha contribuito con un arrangiamento di archi, qualcosa che Moulding non aveva previsto per la canzone. Ha detto «ha reso le ultime due battute dell'album più ottimistiche, che credo siano state inserite nel suo concetto originale dell'album, che doveva intitolarsi inizialmente "Day Passes". Era l'alba di un altro giorno.» Partridge concordò: «È stato un bel finale per l'album, svanendo nel profondo della notte. Ti lascia solo nell'oscurità con un solo minimo accenno che l'alba sta arrivando.»

### Brani non inclusi nell'album

#### Let's Make a Den
Let's Make a Den (Facciamo una tana) secondo Partridge, riguarda «l'idea che ti trastulli con tutti questi giochi e poi lo faccia sul serio nella vita reale. Prima è una tana e poi diventa una vera abitazione. Avevo finalmente ottenuto la mia casa e non mi piace l'idea di perderla perché l'Inghilterra potrebbe essere coinvolta in una guerra sul tipo di Guerre stellari causata dal tintinnio della sciabola di Ronald Reagan». La canzone rientrava nel concetto originale dell'album voluto da Rundgren, ma il produttore voleva che Partridge cambiasse il tempo musicale da 7/4 a 8/4. Partridge insistette perché rimanesse questo dettaglio, poiché «Volevo quell'entusiasmo e questa gioia infantile che ottieni dai 7/4. Volevo anche che la traccia ritmica avesse rumori di lattine e roba da sbattere, le cose che tutti i bambini avrebbero fatto». Prairie Prince è stato testimone delle argomentazioni di Rundgren e Partridge sulla canzone: «Ho pensato che fosse bello, ma poi Todd [...] ha detto: "Sai, non mi piace davvero la canzone, non penso che si adatti a tutto lo schema di questo album". Ed è allora che hanno iniziato a discutere, Andy stava dicendo: "Beh, perché no?", ha dato una lunga spiegazione del perché dovrebbe registrarla, e Todd si è semplicemente impuntato sulle sue posizioni e non ha voluto farlo.»

#### Extrovert
Extrovert (Estroverso) è la riflessione di Partridge sul superamento della sua timidezza. Il suo tono più aggressivo ed esuberante contrasta significativamente con le altre canzoni di Skylarking. La canzone fu l'ultima ad essere registrata durante le sessioni. Oltretutto, Partridge durante la registrazione cantava in stato di leggera ubriacatura. Dopo che il gruppo tornò in Inghilterra, i componenti diedero il permesso a Rundgren per la sovraincisione di alcune campionature di ottoni, anche se alla fine sbagliarono gli accordi. Inserita inizialmente sulla versione a 12 pollici del primo singolo dell'album come terzo brano supplementare, nel 1990 venne inserito su CD nell'antologia di rarità, demo e versioni alternative Rag & Bone Buffet: Rare Cuts & Leftovers come traccia di apertura.

#### Altri brani
Terrorism, The Troubles e Find The Fox vennero tutti respinti da Rundgren sulla base del fatto che non rientravano nel concetto dell'album e non sono mai stati tracciati per le sessioni. Il primo brano, Terrorism merita però menzione poiché lì Partridge, con sorprendente preveggenza, anticipa di almeno una quindicina di anni il terrorismo islamista con strofe forti come "tu dici di essere sikh, ebreo, musulmano e cristiano oggi quale religione indosserai?" e anche "Chi dice che bombardano i bambini nei grandi magazzini spero che il tuo Dio sia contento".

## Realizzazione
Come da tradizione, il singolo principale Grass, sostenuto da Dear God nel Regno Unito, è stato pubblicato il 16 agosto 1986, due mesi prima dell'album, uscito il 27 ottobre di quell'anno. Quest'ultimo trascorse una sola settimana nelle classifiche degli album nel Regno Unito, raggiungendo il numero 90 a novembre. Negli Stati Uniti, alle stazioni radio venne inviato un disco promozionale, Skylarking with Andy Partridge, che presentava interviste con il gruppo e Rundgren. Un secondo singolo, The Meeting Place, è stato pubblicato quattro mesi dopo l'uscita dell'album, il 2 febbraio 1987, e sul retro aveva il brano The Man Who Sailed Around His Soul. Le demo dei quattro brani scartati (Let's Make a Den, The Troubles, Find the Fox e Terrorism) furono remixate nei Crescent Studios e pubblicate come tracce bonus per i singoli nella versione maxi a 12 pollici, mentre il primo singolo pubblicato nella versione maxi presentava il brano Extrovert. Sia Grass che The Meeting Place raggiunsero la posizione numero 100 nella classifica dei singoli nel Regno Unito.
Le prime vendite furono ostacolate dall'omissione di Dear God dalle stampe originali dell'album, che nella tracklist originale doveva essere la tredicesima traccia. Venne lasciato fuori perché Jeremy Lascelles era preoccupato per la lunghezza eccessiva dell'album e inoltre avvertì che la canzone avrebbe potuto turbare il pubblico americano, come in effetti avvenne. Partridge ha ricordato: «Ho accettato con riluttanza l'omissione perché pensavo di non aver scritto una visione abbastanza forte della religione. Pensavo di aver fallito un po'.» Rundgren aveva un ricordo diverso dell'accaduto, e disse che Partridge chiedeva che la canzone fosse omessa perché «Temeva che ci sarebbero state ripercussioni personali per aver affrontato un argomento così spinoso [...] Lo chiamai e gli dissi: "Questo è un errore."» Partridge ha negato quanto sostenuto da Rundgren: «se puoi hanno un'opinione diversa senza di loro [le persone sconvolte dalla canzone] che vogliono bombardare la tua casa, questo è il loro problema.»
Infine, Dear God è stato pubblicato come lato B per il singolo inglese "Grass", ma a causa della sua inaspettata popolarità con i disc jockey americani, l'album è stato ristampato negli Stati Uniti, con Mermaid Smiled rimosso e Dear God incrociato e sfumato nella traccia seguente, Dying, dando alla seconda edizione dell'album statunitense una sequenza di tracce completamente rivista. Partridge ha commentato: «Ho dovuto fare giocoforza un passo indietro in questa questione. Hanno detto che dovevamo toglierci qualcosa per rimetterlo a causa delle limitazioni della durata del vinile e scuse simili. Loro pensavano di voler togliere "Dying" e io gli dissi di no, poiché a livello lirico è onestamente molto buono, e così "Dying" è rimasto.»
Il 1º giugno 1987, il singolo Dear God, promosso sul lato principale (con lato B diverso, Big Day) fu pubblicato in entrambi i mercati, raggiungendo la posizione numero 99 nella UK Singles Chart, e il numero 37 nella Billboard statunitense. Esplosero però alcune polemiche sui testi del brano, considerati anti-religiosi, che ispirarono alcuni episodi di violenza. In Florida una stazione radio ricevette una minaccia di bomba, e a New York uno studente universitario costrinse la sua scuola a suonare la canzone sul suo sistema di altoparlanti per le comunicazioni interne tenendo in ostaggio col coltello un membro della facoltà. Tuttavia, il successo commerciale di Dear God spinse Skylarking a vendere più di 250.000 unità e ha innalzato la reputazione del gruppo tra i giovani dei college americani, posizione consolidata e rafforzata con l'album seguente. Negli Stati Uniti, l'album trascorse 29 settimane nelle classifiche della Billboard e raggiunse la posizione n. 70 (su 200 complessive) nel giugno 1987.
Vennero inoltre realizzati video promozionali per Grass e Dear God (entrambi diretti da Nick Brandt). Il programma musicale dell'emittente Channel 4 The Tube produsse anche due ulteriori video per i brani The Meeting Place e The Man Who Sailed Around His Soul girato a Portmeirion con il gruppo che indossava i costumi della serie televisiva Il prigioniero del 1967. Il video musicale di Dear God ha ricevuto il premio Billboard Best Video del 1987 ed è stato nominato per tre categorie agli MTV Video Music Awards, senza vincere.

## Il problema della polarità
Su richiesta del gruppo e della casa discografica, Rundgren presentò tre diversi missaggi dell'album prima di abbandonare il progetto. Ritennero che il primo misaggio mancasse di dinamica, mentre il secondo venne rifiutato poiché conteneva numerosi difetti digitali. Secondo Partridge, sia l'etichetta che la band erano insoddisfatte del missaggio finale: «Tutti pensavamo [che fosse] povero e magro [...] Non c'erano bassi, né alti, e il medio suonava fangoso.» Allo stesso modo, Dave Gregory ricordò che l'album era stato registrato male.
Ventiquattro anni dopo, è stato scoperto che i nastri master dell'album sono stati progettati con una polarizzazione della radiazione elettromagnetica sonora impropria. L'ingegnere della nuova masterizzazione, John Dent, che ha scoperto il difetto nel 2010, lo ha attribuito a un errore di cablaggio tra la registrazione multitraccia e le macchine del missaggio stereo, che non sarebbe stato evidente dal punto di vista uditivo fino a quando i nastri non avessero lasciato lo studio di Rundgren. Dent è stato in grado di correggere il problema e la sua remasterizzazione è stata pubblicata dall'etichetta personale di Partridge esclusivamente su vinile nello stesso anno. Non venne pubblicata su CD poiché i diritti digitali di questo album, fino al 2016, sono stati appannaggio della Virgin Records. Rundgren ha commentato: «Penso che sia stata una totale porcheria. Ma se esisteva un problema del genere, è perché hanno cambiato l'ordine di esecuzione su di esso e hanno dovuto rimasterizzarlo, ma è una cosa con la quale non avevo nulla a che fare.» Partridge ha sostenuto che il problema era già evidente sul primo missaggio stereofonico inviato dallo studio di Rundgren.

## Pubblicazioni successive
L'album, dopo la pubblicazione originale in vinile, su CD venne pubblicato in quattro versioni (cinque se si considera la stampa canadese a cura della Caroline Records che ha un alto valore collezionistico); nel 1987 venne pubblicata la prima stampa su CD dalla Virgin Records, sempre escludendo il brano Dear God. Nel 2001 uscì il primo remix dell'album curato da Andy Partridge, nel 2010 uscì il remaster con la polarità corretta curato da John Dent, e nel 2016, in occasione del 30° anniversario, venne pubblicata dalla Ape House un'edizione speciale in CD e Blu Ray che includeva un nuovo missaggio stereofonico a due canali e surround a cinque canali curato da Steven Wilson, oltre alle versioni strumentali, demo e nastri dimostrativi.

## Accoglienza critica

### Contemporanea
Tim Sommer del periodico Rolling Stone elogiò l'album come «il lavoro pop più ispirato, soddisfacente e beatlesiano da quando... beh, dai tempi dei Beatles» e ha fatto un confronto favorevole con gli stessi Beatles (Revolver, Rubber Soul), i Beach Boys (Pet Sounds) e i Kinks (Village Green Preservation Society). Karen Schlosberg della rivista Creem l'ha definito un «capolavoro» e una «collezione di brani un po' barocca ed etereamente strutturata». Si è lamentata del fatto «è improbabile che l'album abbia ricevuto molti passaggi radiofonici, probabilmente perché il sound del gruppo è troppo diverso per adeguarsi agli standard di programmazione radiofonica contemporanea. Un'altra ironia, dal momento che gli XTC vengono costantemente confrontati con uno dei gruppi di maggior successo nella storia del pop e del rock, i Beatles.» Billboard lo recensì così: «Il tono generale qui è meno duro rispetto al lavoro passato; la band non prende mai le vie più commerciali, tuttavia impiega suoni unici nel loro genere e melodici colpi di scena inaspettati con effetti meravigliosi.»
Robert Christgau del periodico The Village Voice classificò il disco con una A- e la sua critica era «quando gli argomenti diventano più oscuri e più cosmici [...] ingombrano le cose con suono e fantasia». Sempre da Rolling Stone, la recensione di Rob Tannenbaum del 1987 affermava che l'artigianato dell'album aveva raggiunto «un risultato notevole», ma nello stesso tempo si lamentava: «Questo scatto acuto di modernismo che ha segnato classici come This Is Pop? e Making Plans for Nigel a favore di una addomesticata solitudine smorza l'energia delle radici punk della band e limita anche il suo spettro emotivo [...] Partridge si lamenta, ma poi si scusa con la sua ex per essere stato "scortese" con lei. La scortesia è il reale punto di rottura di questi brani, e uno scatto di maleducazione è proprio quello che gli XTC potrebbero usare adesso.»

### Retrospettiva
| Recensione                    | Giudizio |
| ----------------------------- | -------- |
| AllMusic                      |          |
| Blender                       |          |
| Chicago Tribune               |          |
| Encyclopedia of Popular Music |          |
| Mojo                          |          |
| Q                             |          |
| Record Collector              |          |
| The Rolling Stone Album Guide |          |
| Uncut                         |          |

Skylarking divenne l'album più noto degli XTC e, insieme a English Settlement, è generalmente considerato il loro lavoro migliore. Dave Gregory ricordò che due anni dopo la sua uscita, apprese che quel lavoro fu "estremamente influente" negli Stati Uniti. Il giornalista musicale Michael Azerrad scrisse che con Skylarking, la band era diventata «decana di un gruppo di artisti che realizzano ciò che può essere descritto solo come musica pop impopolare, ponendo un alto premio alla melodia e alla solida, seppure idiosincratica canzone.» Ian Harrison del periodico Mojo scrisse che, indipendentemente dalla relazione tra Rundgren e il gruppo, definita «da normale uomo d'affari a personalità ostile piuttosto che ingannevole […] i risultati furono sublimi.» Patrick Schabe di PopMatters lo ha citato come l'album in cui gli XTC «sbocciarono nella loro piena maturità», mentre Joe Stannard di Uncut lo definì «l'album che legava tutto ciò che era bello del meglio di Swindon in un'unica grande e bellissima confezione regalo di pop perfetto.» Dominique Leone del sito Pitchfork ha ritenuto che «la produzione di Rundgren abbia aggiunto maggior calore alle canzoni intelligenti ma leggermente snob» del gruppo. In Italia, Alessandro Nalon, in un articolo del periodico Ondarock lo definisce: «Un monumento al pop barocco anni Sessanta, asciugato di ogni impulso rock e concepito come un flusso psichedelico di schegge di pop arzigogolato che si incastrano come in un coloratissimo mosaico. […] L'album cambia pelle ad ogni traccia e dimostra una maturazione incredibile (sorprendente se si pensa a come suonava l'esordio di meno di dieci anni prima), una perizia comune a pochi e una conoscenza enciclopedica del pop. […] Nel 1986 gli XTC si impongono come indiscussi geni della canzone, secondi a nessun compositore dell'era dell'oro del pop barocco.» Nel 1989 venne inserito dalla rivista Rolling Stone al 48º posto della loro lista dei 100 migliori album degli anni '80, mentre il periodico Slant Magazine lo classificò al 67º posto della sua lista omonima.
Moulding disse dell'album: «Forse mancava la maggiore levigatezza di alcune delle altre registrazioni che avevamo realizzato, ma era il personaggio che è stato cucito nel disco che era il suo punto di forza [...] A volte positivamente ingenuo». Gregory, a lavoro concluso, lo ha definito «probabilmente il mio album preferito degli XTC», esprimendo apprezzamento per il modo in cui Rundgren ha gestito le canzoni. In un inserto promozionale incluso nel loro ultimo album per la Virgin Records, Nonsuch (1992), Partridge scrisse: «Il musicista e produttore Todd Rundgren ha spremuto l'argilla degli XTC nel suo disco più completo, connesso e ciclico di sempre. Non è stato un album facile da realizzare per varie ragioni dipese dai nostri ego, ma col tempo mi umilio e ammetto che Todd ha elaborato una delle produzioni e arrangiamenti più magici concepibili. È come una giornata d'estate cucinata in una torta.»

## Tracce
L'album venne originariamente editato in LP nel 1986 e in CD nel 1987 senza la traccia Dear God, inizialmente posizionata tra i brani The Man Who Sailed Around His Soul e Dying. Dopo il 1987, Mermaid Smiled venne rimossa e Dear God venne inserito al suo posto, con la sola eccezione dell'edizione canadese pubblicata dalla Caroline Records. Dopo il 2001, tutte le tracklist includono sia Dear God che Mermaid Smiled.

### Edizione originale
Lato A
Testi e musiche di Andy Partridge e, per Grass e The Meeting Place, Colin Moulding.
1. Summer's Cauldron – 3:19
2. Grass – 3:05
3. The Meeting Place – 3:14
4. That's Really Super, Supergirl – 3:21
5. Ballet for a Rainy Day – 2:50
6. 1000 Umbrellas – 3:44
7. Season Cycle – 3:21

Durata totale: 22:54
Lato B
Testi e musiche di Andy Partridge e, per Big Day, Dying e Sacrificial Bonfire, Colin Moulding.
1. Earn Enough for Us – 2:54
2. Big Day – 3:32
3. Another Satellite – 4:15
4. Mermaid Smiled – 2:26
5. The Man Who Sailed Around His Soul – 3:24
6. Dying – 2:31
7. Sacrificial Bonfire – 3:49

Durata totale: 22:51

### Edizione rimasterizzata del 2001
Pubblicata dalla casa discografica di Andy Partridge, la Ape House, ha la stessa tracklist dell'album originale con due bonus tracks aggiunti, Dear God ed Extrovert.
Testi e musiche di Andy Partridge e, per Grass, The Meeting Place, Big Day, Dying e Sacrificial Bonfire, Colin Moulding.
1. Summer's Cauldron – 3:19
2. Grass – 3:05
3. The Meeting Place – 3:14
4. That's Really Super, Supergirl – 3:21
5. Ballet for a Rainy Day – 2:50
6. 1000 Umbrellas – 3:44
7. Season Cycle – 3:21
8. Earn Enough for Us – 2:54
9. Big Day – 3:32
10. Another Satellite – 4:15
11. Mermaid Smiled – 2:26
12. The Man Who Sailed Around His Soul – 3:24
13. Dying – 2:31
14. Sacrificial Bonfire – 3:49
15. Dear God – 3:41
16. Extrovert – 3:38

Durata totale: 53:04

### Edizione rimasterizzata del 2010
Pubblicata sempre dalla casa discografica di Andy Partridge, la Ape House, in vinile a 180 grammi e a 45 giri di velocità, è l'edizione rimasterizzata da John Dent con la polarità corretta e presenta per la prima volta la tracklist originaria dei quindici brani prima della loro riduzione a quattordici.
1. Summer's Cauldron – 3:20
2. Grass – 3:07
3. The Meeting Place – 3:16
4. That's Really Super, Supergirl – 3:23
5. Ballet for a Rainy Day – 3:07
6. 1000 Umbrellas – 3:29
7. Season Cycle – 3:31
8. Earn Enough for Us – 2:58
9. Big Day – 3:33
10. Another Satellite – 4:29
11. Mermaid Smiled – 2:29
12. The Man Who Sailed Around His Soul – 3:27
13. Dear God – 3:40
14. Dying – 2:35
15. Sacrificial Bonfire – 3:49

Durata totale: 50:13

### Edizione rimasterizzata del 2016
Pubblicata in occasione del 30º anniversario dell'album dalla Ape House, è l'edizione espansa in CD e Blu Ray dell'album. Contiene due nuovi missaggi in stereo e in surround a cinque canali curati da Steven Wilson, le versioni strumentali, il remaster del 2001, demo e nastri di lavorazione, e due video musicali.

#### Missaggio stereofonico a due canali
Nel missaggio stereofonico ha la stessa tracklist della remasterizzazione del 2010, con quattro brani bonus, la già pubblicata Extrovert e tre inediti, Let's Make a Den, The Troubles e la prima versione di Little Lighthouse con l'assolo di tromba iniziale.
1. Summer's Cauldron – 3:20
2. Grass – 3:07
3. The Meeting Place – 3:16
4. That's Really Super, Supergirl – 3:23
5. Ballet for a Rainy Day – 3:07
6. 1000 Umbrellas – 3:29
7. Season Cycle – 3:31
8. Earn Enough for Us – 2:58
9. Big Day – 3:33
10. Another Satellite – 4:29
11. Mermaid Smiled – 2:29
12. The Man Who Sailed Around His Soul – 3:27
13. Dear God – 3:40
14. Dying – 2:35
15. Sacrificial Bonfire – 3:49
16. Extrovert – 3:40
17. Let's Make a Den – 2:19
18. The Troubles – 3:30
19. Little Lighthouse – 3:22

Durata totale: 63:04

#### Missaggio surround a cinque canali
Nel missaggio surround a cinque canali sono presenti sedici brani, i quindici dell'album originale più il brano Extrovert, l'ultimo inciso in studio di registrazione.
1. Summer's Cauldron – 3:20
2. Grass – 3:07
3. The Meeting Place – 3:16
4. That's Really Super, Supergirl – 3:23
5. Ballet for a Rainy Day – 3:07
6. 1000 Umbrellas – 3:29
7. Season Cycle – 3:31
8. Earn Enough for Us – 2:58
9. Big Day – 3:33
10. Another Satellite – 4:29
11. Mermaid Smiled – 2:29
12. The Man Who Sailed Around His Soul – 3:27
13. Dear God – 3:40
14. Dying – 2:35
15. Sacrificial Bonfire – 3:49
16. Extrovert – 3:40

Durata totale: 53:53

#### Missaggio versioni strumentali
Nel missaggio delle versioni strumentali sono presenti i quindici brani della tracklist originaria.
1. Summer's Cauldron
2. Grass
3. The Meeting Place
4. That's Really Super, Supergirl
5. Ballet for a Rainy Day
6. 1000 Umbrellas
7. Season Cycle
8. Earn Enough for Us
9. Big Day
10. Another Satellite
11. Mermaid Smiled
12. The Man Who Sailed Around His Soul
13. Dear God
14. Dying
15. Sacrificial Bonfire

#### Remaster del 2001 di Andy Partridge
In questa edizione speciale, nella nuova pubblicazione della remasterizzazione del 2001 curata da Andy Partridge venne omesso il brano Extrovert.
1. Summer's Cauldron – 3:19
2. Grass – 3:05
3. The Meeting Place – 3:14
4. That's Really Super, Supergirl – 3:21
5. Ballet for a Rainy Day – 2:50
6. 1000 Umbrellas – 3:44
7. Season Cycle – 3:21
8. Earn Enough for Us – 2:54
9. Big Day – 3:32
10. Another Satellite – 4:15
11. Mermaid Smiled – 2:26
12. The Man Who Sailed Around His Soul – 3:24
13. Dying – 2:31
14. Sacrificial Bonfire – 3:49
15. Dear God – 3:41

Durata totale: 49:26

#### Album in forma di demo e nastri di lavorazione
Infine, in questa edizione speciale sono immessi ventiquattro demo di Partridge, due demo di Moulding e due video musicali.
1. 1000 Umbrellas (Prima versione acustica)
2. Season Cycle (Primo abbozzo)
3. Another Satellite (Primo abbozzo)
4. Summer's Cauldron (Primo abbozzo)
5. Earn Enough for Us (Primo abbozzo)
6. Ballet for a Rainy Day (Primo abbozzo)
7. Dear God (Prima versione in stile "skiffle")
8. Mermaid Smiled (Versione espansa)
9. Let's Make a Den (Idea originaria)
10. Let's Make a Den (Demo definitivo)
11. Little Lighthouse (Idea originaria)
12. Little Lighthouse (Sezione introduttiva)
13. Little Lighthouse (Demo definitivo della prima versione)
14. Terrorism (Idea originaria)
15. Terrorism (Demo definitivo)
16. Extrovert
17. The Troubles
18. Lumpen Splendour
19. Ra Ra for Red Rocking Horse (Versione di prova da Dave's)
20. Ra Ra for Red Rocking Horse (Demo definitivo)
21. When We Get to England
22. Shaking Skin House
23. Obscene Procession
24. Across the Antheap (Demo della prima versione di "Across this Antheap")
25. Halley's Comet (Demo di Colin Moulding)
26. Find the Fox (Demo di Colin Moulding)
27. Grass (Video musicale) – 2:53
28. Dear God (Video musicale) – 3:58

## Formazione
I crediti sono ripresi dalla pubblicazione originale e da quella del 2016 per il 30º anniversario.

### Componenti degli XTC
- Andy Partridge – voce, chitarra elettrica
- Colin Moulding – voce, basso (accreditato anche come "bonfire", "falò")
- Dave Gregory – voce, chitarra elettrica, pianoforte, sintetizzatore, Chamberlin, arrangiamento degli archi in 1000 Umbrellas e Dear God, tiple

### Musicisti, staff tecnico e personale aggiunto
- Todd Rundgren – produttore, ingegnere del suono, melodica in Summer's Cauldron, sintetizzatori in Grass e That's Really Super, Supergirl, voce di supporto, arrangiamenti orchestrali, programmatore al computer (accreditato anche come "continuity concept")
- Prairie Prince – batteria (accreditato come "the part of the time bomb", "la parte della bomba a orologeria")
- Mingo Lewis – percussioni
- John Tenney – violino
- Emily Van Valkenburgh – violino
- Rebecca Sebring – viola
- Teresa Adams – violoncello
- Charlie McCarthy – sassofono alto e tenore, flauto
- Bob Ferreira – sassofono tenore, ottavino, clarinetto basso
- Dave Bendigkeit – tromba
- Dean Hubbard – trombone
- Jasmine Veillette – voce in Dear God
- Kim Foscato – assistente ingegnere del suono
- George Cowan – assistente ingegnere del suono
- Dave Dragon – disegnatore della copertina
- Cindy Palmano – fotografa
- Ken Ansell – tipografo
- Greg Fulginiti – tecnico masterizzazione del 1986 agli Artisan Sound Recorders
- Ian Cooper – tecnico remasterizzazione del 2001 ai Metropolis Mastering
- John Dent – tecnico remasterizzazione del 2010
- Steven Wilson – tecnico remasterizzazione del 2016

Inoltre, vengono accreditati come "voci di supporto" il fantomatico gruppo "The Beech Avenue Boys", ma in realtà sono gli stessi XTC sotto pseudonimo, e si riferiscono a un inside joke tra i Beach Boys e una strada di Swindon. Speciali ringraziamenti sono fatti ai The Tubes, "per aver usato i loro amplificatori", e uno bizzarro ai The Dukes of Stratosphear (vale a dire ai loro alter ego psichedelici), "per avergli prestato le loro chitarre".

## Classifiche
| Classifica  | Posizione |
| ----------- | --------- |
| Regno Unito | 90        |
| Classifica  | Posizione |
| Stati Uniti | 70        |